# Perithous digitalis
Perithous digitalis là một loài tò vò trong họ Ichneumonidae.